# Olivella dealbata
Olivella dealbata är en snäckart som först beskrevs av Reeve 1850.  Olivella dealbata ingår i släktet Olivella och familjen Olividae. Inga underarter finns listade i Catalogue of Life.